# 东方短腿蟾
东方短腿蟾（学名：Brachytarsophrys orientalis），一种于中华人民共和国江西省龙南市九连山地区发现的两栖动物，隶属于角蟾科短腿蟾属。本种是目前发现的分布地最东的一种短腿蟾，故名。其种加词“orientalis”意为“东方的”。

## 形态特征
东方短腿蟾雄蟾体长76.8～82.7毫米，雌蟾体长88.6毫米左右。身体背部皮肤略粗糙，呈棕色，具有深色斑点和条纹；腹部皮肤光滑，为灰棕色，具有小的白色颗粒斑点。

## 保护
本种于2023年被收录入《有重要生态、科学、社会价值的陆生野生动物名录》。